# Isola di Natale
L'isola di Natale (in inglese Christmas Island), ufficialmente conosciuta come Territorio dell'isola di Natale (Territory of Christmas Island) è una piccola isola appartenente politicamente all'Australia e situata nell'oceano Indiano a sud dell'Indonesia, per la precisione a 350 km a sud di Giava e Sumatra e circa 1.550 km a nord-ovest del punto più vicino sulla terraferma australiana. Si trova a 2.600 km a nord-ovest di Perth e 1.327 km a sud di Singapore e si estende per 135 km².
L'isola di Natale contava una popolazione di 1.843 residenti nel 2016, di cui la maggioranza viveva in insediamenti sulla sezione settentrionale dell'isola: il principale centro urbano è Flying Fish Cove. Storicamente, gli australiani asiatici di discendenza cinese, malese e indiana costituivano collettivamente la maggioranza della popolazione. Si stima che oggi circa due terzi della popolazione dell'isola vantino origini peranakan, con un numero significativo di australiani malesi ed europei e una percentuale minore di indiani ed eurasiatici. Sono in uso diverse lingue: il 27,8% degli isolani si esprime solo in inglese, mentre il 17,2% sia in mandarino di Singapore che in malese. Tra gli altri idiomi si annoverano il cantonese (3,7%) e il min nan (1,5%). Il buddismo e l'islam sono le principali religioni del posto, anche se il dato non è stato chiesto a tutti gli intervistati e il 28% di essi non dichiara il legame a una specifica fede religiosa.
Il primo europeo ad avvistare l'isola fu Richard Rowe dal Thomas nel 1615. L'isola fu successivamente denominata il giorno di Natale (25 dicembre) 1643 dal capitano William Mynors, ma si stabilì solo alla fine del XIX secolo. Il suo isolamento geografico e il minimo impatto antropico subito hanno portato ad un alto livello di endemismo tra la sua flora e fauna, che è di interesse per scienziati e naturalisti. Il 63% del territorio rientra nel Parco nazionale dell'isola di Natale, che presenta diverse aree di foresta monsonica di interesse primario. Il fosfato, depositatosi originariamente come guano, è stato estratto sull'isola dal 1899.
L'isola di Natale figura tra i due stati e territori dell'Australia (l'altro è costituito dalle Isole Cocos e Keeling) dove gli australiani europei costituiscono una minoranza nella demografia locale. La cultura locale è assai simile a quella di Singapore, essendo tra l'altro anche in passato compresa in tale paese fino a quando non fu trasferita in Australia nel 1958 al prezzo di 20 milioni di dollari australiani dopo che Canberra lo richiese al governo britannico. Quasi tutte le abitazioni di recente costruzione situate sull'isola, in cui vive la maggior parte dei cittadini, sono state edificate e consegnate dal Singapore Improvement Trust, il precursore dell'attuale Housing and Development Board.

## Storia

### La scoperta degli europei
Il primo europeo ad avvistare l'isola fu Richard Rowe dal Thomas nel 1615, ma fu il capitano William Mynors della Royal Mary, una nave della Compagnia britannica delle Indie Orientali, che conferì un nome al luogo quando vi passò accanto il giorno di Natale, nel 1643. Il sito venne incluso nelle carte di navigazione inglesi e olandesi già all'inizio del XVII secolo, ma solo nel 1666 una mappa pubblicata dal cartografo olandese Pieter Goos la nomina riservandole un nome, ovvero "Mony" o "Moni", il cui significato non è chiaro.
Il navigatore inglese William Dampier, a bordo della nave del corsaro Charles Swan, la Cygnet, salpò ed effettuò la prima circumnavigazione dell'isola di cui si ha notizia nel marzo 1688, concludendo che fosse disabitata. Dampier riporta un resoconto della visita, in quanto vi sbarcò: l'uomo stava cercando di raggiungere Cocos dalla Nuova Olanda e la sua nave fu portata fuori rotta in direzione est, arrivando all'isola di Natale 28 giorni dopo. Dampier attraccò sulla costa occidentale, sulla spiaggia detta oggi "Dales": prima di lui, furono due dei suoi membri dell'equipaggio ad essere i primi europei a mettere piede sull'isola di Natale.
Il capitano Daniel Beeckman della Eagle passò l'isola il 5 aprile 1714, raccontandolo nel suo libro del 1718 intitolato Viaggio verso e dall'isola del Borneo, nelle Indie orientali.

### Esplorazione e annessione
Il primo tentativo di esplorare l'isola avvenne nel 1857 per mezzo dell'equipaggio dell'Amethyst: essi cercarono di raggiungere la cima dell'isola, ma trovarono scogliere insuperabili.
Durante la spedizione Challenger del 1872–1876 in Indonesia, il naturalista John Murray effettuò numerose indagini.
Nel 1886, il capitano John Maclear della HMS Flying Fish, avendo scoperto un ancoraggio in una baia che chiamò il "rifugio del pesce volante" (Flying Fish Cove), riuscì a sbarcare e raccolse qualche campione della flora e della fauna locale. L'anno successivo Pelham Aldrich, a bordo della HMS Egeria, visitò l'isola per 10 giorni, accompagnato da J.J. Lister, che fece incetta di una più ampia collezione biologica e mineralogica.
Tra le rocce poi ottenute e sottoposte a Murray per esaminarle figuravano molti sassi composti da fosfato di calcio quasi allo stato puro. Questa scoperta portò all'annessione dell'isola da parte della Corona britannica il 6 giugno 1888.

### Insediamento e sfruttamento
Poco dopo, un piccolo insediamento fu stabilito a Flying Fish Cove da G. Clunies Ross, il proprietario delle isole Cocos (Keeling) a circa 900 km a sud-ovest, per raccogliere legname e rifornimenti per l'industria in crescita su Cocos.
Nel 1897 l'isola fu visitata da Charles William Andrews, il quale compì ricerche approfondite sulla storia naturale dell'isola, per conto del British Museum.
L'estrazione di fosfati iniziò nel 1899 utilizzando lavoratori a contratto da Singapore, dalla Malesia britannica e dalla Cina. John Davis Murray, un ingegnere meccanico e neolaureato all'Università Purdue, venne inviato a supervisionare l'operazione per conto della compagnia di commercio ed estrazione mineraria di fosfati. Murray era conosciuto come il "Re dell'isola di Natale" fino al 1910, quando si sposò e si stabilì a Londra.
L'isola risultava amministrata congiuntamente dai commissari britannici del fosfato e dagli ufficiali distrettuali dell'Ufficio coloniale del Regno Unito attraverso gli stabilimenti dello Stretto, e successivamente dalla colonia della corona di Singapore. Hunt (2011) fornisce una storia dettagliata del lavoro a contratto cinese sull'isola durante quegli anni. Nel 1922, gli scienziati tentarono senza successo di assistere a un'eclissi solare a fine settembre dall'isola per testare la teoria della relatività di Albert Einstein.

### Invasione giapponese
Con l'ingresso nella seconda guerra mondiale dell'Impero giapponese nel dicembre 1941, l'isola di Natale si trasformò in un obiettivo per l'occupazione giapponese, a causa dei suoi ricchi depositi di fosfato. Fu installato un cannone navale per ordine di un ufficiale britannico e si assegnarono al luogo quattro sottufficiali e 27 soldati indiani. Il primo attacco avvenne il 20 gennaio 1942 e fu avviato dal sottomarino giapponese I-59, che silurò un mercantile norvegese, l'Eidsvold. La nave andò alla deriva e alla fine affondò al largo di West White Beach, a ovest dell'isola. La maggior parte del personale europeo e asiatico e le loro famiglie vennero evacuate a Perth.
Alla fine di febbraio e all'inizio di marzo 1942, si verificarono due bombardamenti aerei. Dopo la caduta di Singapore di poche settimane prima e il bombardamento di un gruppo navale giapponese il 7 marzo, l'ufficiale distrettuale issò la bandiera bianca. Tuttavia, dopo che il gruppo navale giapponese salpò, l'ufficiale britannico alzò ancora una volta la bandiera dell'Unione. Durante la notte tra il 10 e l'11 marzo, le truppe indiane si ribellarono, incoraggiate dai poliziotti di etnia sikh, uccisero il capitano Leonard Williams e i quattro sottufficiali britannici nei loro alloggi mentre dormivano. "In seguito, tutti gli europei dell'isola, compreso l'ufficiale distrettuale, che la governava, furono radunati dagli indiani e fu loro detto che sarebbero stati fucilati. Dopo una lunga discussione tra l'ufficiale distrettuale e i capi degli ammutinati, le esecuzioni furono però rinviate e gli europei finirono rinchiusi sotto scorta armata nella casa dell'ufficiale distrettuale".
All'alba del 31 marzo 1942, una dozzina di bombardieri giapponesi scagliarono un'offensiva, distruggendo la stazione radio. Lo stesso giorno giunse una flotta giapponese composta da nove navi e l'isola fu circondata. Circa 850 uomini della 21ª e 24ª forza di base giapponese e della 102ª unità di costruzione sbarcarono a Flying Fish Cove e completarono l'occupazione dell'isola. Dopo aver radunato la forza lavoro, la maggior parte dei quali era fuggita nella giungla, si procedette a riparare le attrezzature sabotate e si allestirono i preparativi per riprendere l'estrazione e l'esportazione di fosfato. Solo 20 uomini della 21ª forza base speciale rimasero come guarnigione.
In virtù di alcuni episodi di sabotaggio e del siluramento della Nissei Maru ormeggiata al molo il 17 novembre 1942, solo piccole quantità di fosfato furono esportate in Giappone durante l'occupazione. Nel novembre 1943, oltre il 60% della popolazione dell'isola fu evacuata nei campi di prigionia di Surabaya, rimanendovi poco meno di 500 cinesi e malesi oltre a 15 giapponesi che sopravvissero come meglio potevano. Nell'ottobre 1945, la HMS Rother rioccupò l'isola di Natale.
Dopo la guerra, sette ammutinati furono rintracciati e perseguiti dal tribunale militare di Singapore: nel 1947, cinque di essi furono condannati a morte. Tuttavia, a seguito delle dichiarazioni del nuovo governo indipendente dell'India, le loro condanne vennero ridotte ai lavori forzati in maniera perpetua.

### Il passaggio da Singapore all'Australia

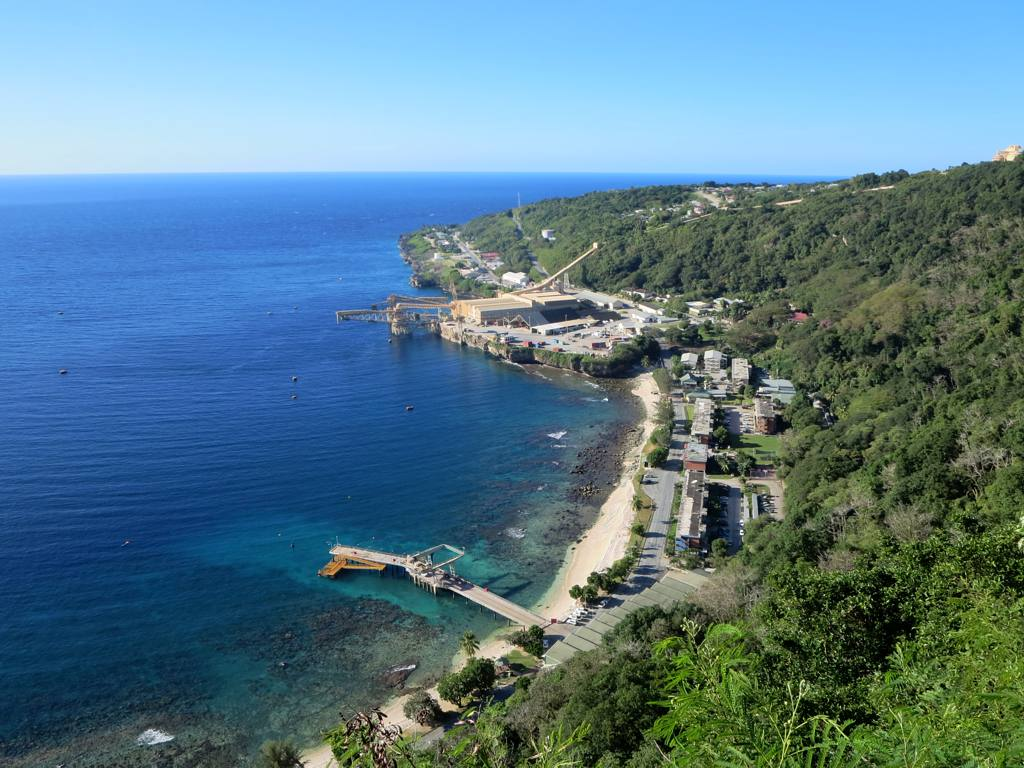
Flying Fish Cove

Su richiesta dell'Australia, il Regno Unito cedette la sovranità dell'isola di Natale da Singapore a Canberra, con un pagamento di 20 milioni di dollari dal governo australiano al governo di Singapore come compensazione per la perdita di guadagni dalle entrate del fosfato. La legge sull'isola di Natale del Regno Unito ottenne il consenso reale il 14 maggio 1958, consentendo alla Gran Bretagna di trasferire l'autorità sull'isola di Natale da Singapore all'Australia mediante un ordine del consiglio.
La decisione si rilevò largamente impopolare a Singapore, e il primo ministro del paese all'epoca, Lim Yew Hock, dovette digerire intense critiche poiché, secondo i singaporiani, "si svendeva il territorio nazionale". Anche per via di altre questioni politiche, non fu successivamente rieletto e il suo partito di nuova creazione, l'Alleanza popolare di Singapore , fu ampiamente eclissato dal Partito d'Azione Popolare guidato da Lee Kuan Yew durante le elezioni generali di Singapore del 1959.
Il Christmas Island Act australiano venne convertito in legge nel settembre 1958 e l'isola passò ufficialmente sotto l'autorità della Confederazione australiana il 1º ottobre 1958.
In base alla decisione 1573 del gabinetto del Commonwealth del 9 settembre 1958, D.E. Nickels assunse l’incarico di primo rappresentante ufficiale del nuovo territorio. In una dichiarazione rilasciata ai media il 5 agosto 1960, il ministro per gli affari territoriali, Paul Hasluck, dichiarò, tra le altre cose: "La sua vasta conoscenza della lingua malese e dei costumi del popolo asiatico [...] si è dimostrata inestimabile nell'inaugurazione dell'amministrazione australiana [...] Durante i suoi due anni sull'isola ha dovuto affrontare difficoltà inevitabili [...] e ha costantemente cercato di promuovere gli interessi dell'isola".
John William Stokes gli succedette e prestò servizio dal 1º ottobre 1960 al 12 giugno 1966. Alla sua partenza, fu lodato da tutti i settori della comunità dell'isola. Nel 1968, il segretario ufficiale fu ribattezzato amministratore e, dal 1997, sia l'isola di Natale che le isole Cocos (Keeling) ricevettero la denominazione di "territori australiani dell'Oceano Indiano", grazie a cui da allora condividono un unico amministratore residente sull'isola di Natale.
La costruzione di Silver City, costruita negli anni '70, fu finalizzata a offrire delle nuove abitazioni per i locali con tetti rivestiti di alluminio, funzionali a resistere, almeno in teoria, ai cicloni. Il terremoto e maremoto dell'Oceano Indiano del 2004, con epicentro al largo della costa occidentale di Sumatra in Indonesia, non causarono vittime, ma alcuni nuotatori vennero sballottati dalle onde a circa 150 metri di distanza prima di riuscire a riprendere il controllo.

### Detenzione di rifugiati e immigrati

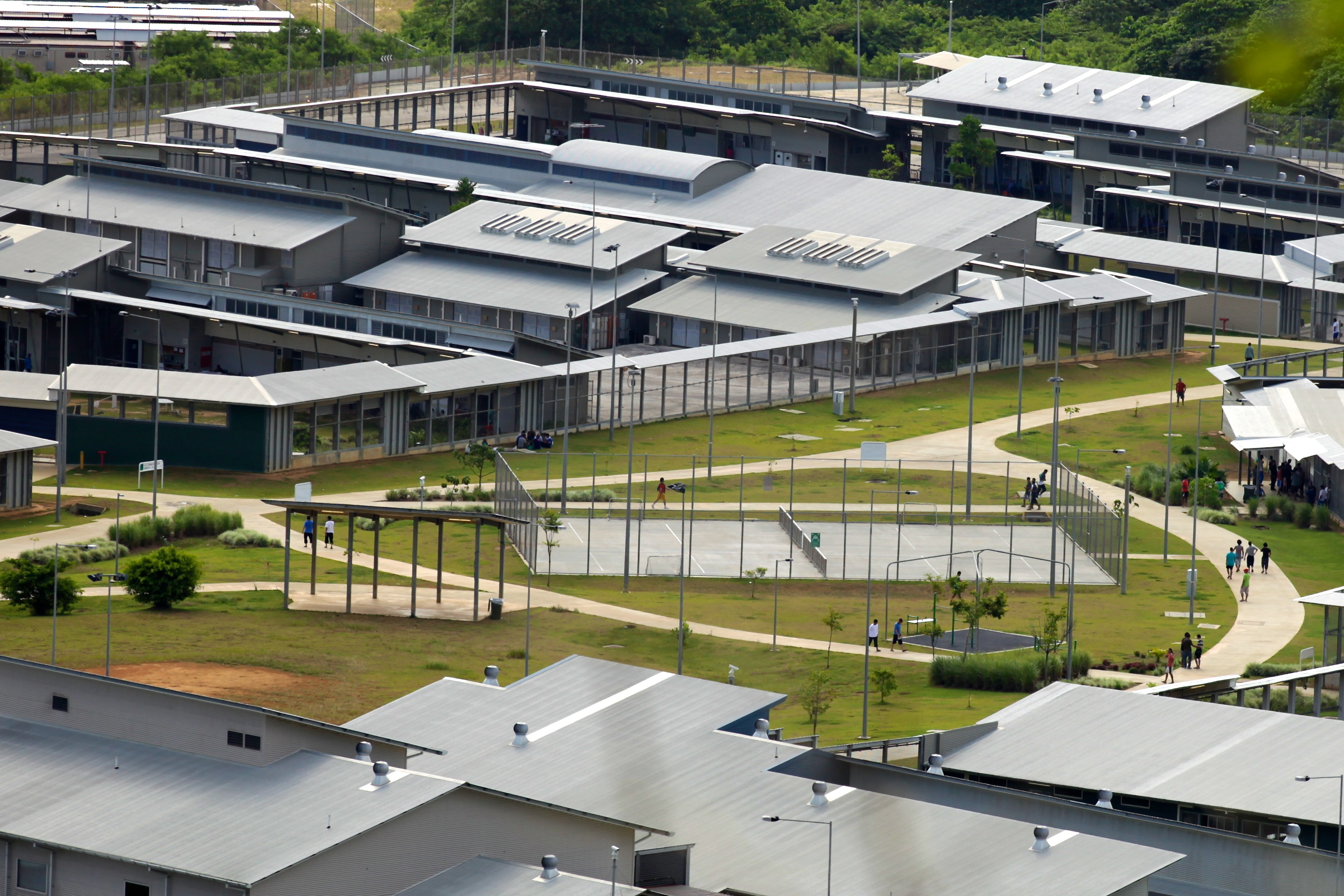
Centro di detenzione per gli immigrati

Tra la fine degli anni '80 e l'inizio degli anni '90, le imbarcazioni che trasportavano richiedenti asilo, principalmente in partenza dall'Indonesia, cominciarono a sbarcare con frequenza sull'isola. Nel 2001, l'isola di Natale fu coinvolta nel cosiddetto scandalo Tampa, in cui il governo australiano impedì a una nave norvegese, la MV Tampa, lo sbarco di 438 richiedenti asilo salvati. La conseguente situazione di stallo e le reazioni politiche associate in Australia ebbero un effetto rilevante nelle elezioni federali australiane del 2001.
L'esecutivo guidato da John Howard mise in atto la "Soluzione del Pacifico" dal 2001 al 2007, escludendo l'isola di Natale dalla zona migratoria australiana in modo che i richiedenti asilo non potessero richiedere lo status di rifugiato. I richiedenti asilo vennero trasferiti dall'isola di Natale a Manus e a Nauru. Nel 2006, un centro di detenzione per immigrati, dalla capienza di circa 800 posti letto, fu costruito sull'isola su volontà del Dipartimento per l'immigrazione e gli affari multiculturali. Inizialmente stimato per un costo di 276 milioni di dollari australiani, il costo finale superò i 400 milioni.
Nel 2007, il governo Rudd dismise il centro regionale situato a Manus e quello detentivo localizzato a Nauru, trasferendo la prosecuzione delle procedure sull'isola di Natale.
Nel dicembre 2010, 48 richiedenti asilo morirono al largo della costa in quello che è diventato noto a livello di cronaca come il naufragio della barca dell'isola di Natale (Christmas Island boat disaster): lo scafo colpì le rocce vicino a Flying Fish Cove e poi si schiantò contro le scogliere vicine.
Nella causa del Querelante M61/2010E contro il Commonwealth d'Australia (Plaintiff M61/2010E v Commonwealth), la Corte Suprema dell'Australia stabilì, in una sentenza congiunta di tipo 7-0, che i richiedenti asilo di stanza sull'isola di Natale avevano diritto alle tutele garantite dal Migration Act. Di conseguenza, Canberra dovette garantire ai richiedenti asilo un minimo di equità procedurale nella valutazione delle loro richieste.
Il 20 giugno 2013, dopo l'intercettazione di quattro barche in sei giorni che trasportavano 350 persone, il dipartimento dell'immigrazione ha dichiarato la presenza di 2.960 "arrivi marittimi irregolari" trattenuti nelle cinque strutture dell'isola, che travalicava non solo la "regolare capacità di funzionamento" di 1.094 persone, ma anche la" capacità di emergenza" di 2.724.
Il 30 settembre 2018 il Centro di accoglienza e di elaborazione dell'immigrazione dell'Isola di Natale è stato chiuso.
Il 13 febbraio 2019 il governo Morrison ha annunciato che avrebbe riaperto il centro, dopo che il parlamento australiano ha approvato una legge che consente ai richiedenti asilo malati un accesso più facile agli ospedali della terraferma.

### Centro di quarantena
Durante la pandemia di COVID-19, il governo ha aperto sezioni del Centro di accoglienza e trattamento dell'immigrazione da utilizzare come struttura di quarantena per accogliere i cittadini australiani che erano stati a Wuhan, il punto di origine della pandemia. Gli sfollati sono giunti il 3 febbraio del 2020 e sono partiti 14 giorni dopo per fare ritorno alle loro abitazioni sulla terraferma. Le modalità con cui si è svolta la quarantena presso tale centro ha suscitato alcune critiche.

## Geografia

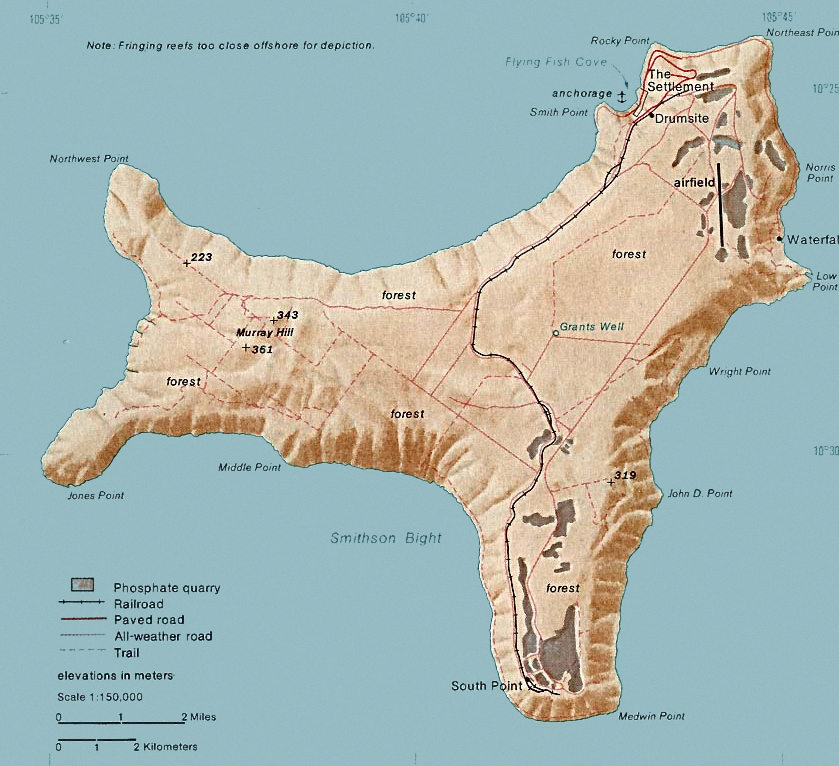
Isola di Natale

Situata nel Sud Est Asiatico, l'isola è larga nel suo punto massimo 19 km ed è lunga 14,5 km: la superficie totale risulta di 135 km², con 138,9 km di costa. L'isola si presenta dal punto di vista geologico come la sommità piatta di una montagna sottomarina alta più di 4.500 metri, che sorge da circa 4.200 m sotto il mare ed emerge per circa soli 300 m sopra di esso.
La montagna era in origine un vulcano e alcuni basalti si rintracciano in luoghi come The Dales e la spiaggia di Dolly, ma la maggior parte della roccia superficiale è calcarea e si è accumulata per via della crescita dei coralli. Il terreno carsico ha portato alla formazione di numerose grotte e laghetti sotterranei anchialini. La sommità di questa vetta è formata da una successione di calcari terziari di età compresa tra l'Eocene o l'Oligocene fino a depositi di reef recenti, con colate di roccia vulcanica che hanno tracciato il corso dei fiumi di formazione più antica.
Ripide scogliere lungo gran parte della costa si innalzano bruscamente fino all'altopiano che si erge al centro dell'isola. L'altitudine varia dal livello del mare a 361 m a Murray Hill. L'isola è principalmente composta da una foresta pluviale tropicale, il 63% della quale rientra in un parco nazionale. La stretta barriera corallina che circonda l'isola rappresenta un pericolo marittimo.
L'isola di Natale si trova a 2.600 km a nord-ovest di Perth, nell'Australia Occidentale, 350 km a sud dell'Indonesia, 975 km a est-nord-est delle Isole Cocos (Keeling), 2.748 km a ovest di Darwin, Territorio del Nord e 1.327 km a sud-est di Singapore. Il suo punto più vicino alla terraferma australiana è a 1.550 km dalla città di Exmouth, nell'Australia occidentale.

### Spiagge
L'isola di Natale ha 80 chilometri di costa, ma solo piccole parti del litorale risultano facilmente accessibili. Il perimetro dell'isola si presenta con scogliere appuntite, che rendono difficile raggiungere molte delle spiagge dell'isola. Alcune delle spiagge facilmente accessibili includono Flying Fish Cove (la principale), la Lily, la Ethel e la Isabel, mentre le più difficili da raggiungere includono la Greta, la Dolly, la Winifred, la Merrial e la West White, che richiedono tutte un veicolo con quattro ruote motrici e una difficile passeggiata attraverso una fitta foresta pluviale.

### Clima
L'isola di Natale si trova verso il bordo meridionale della regione equatoriale: il clima è tropicale monsonico e le temperature variano poco durante l'anno. La temperatura più alta su aggira di solito intorno ai 29 °C a marzo e aprile, mentre la più bassa si ferma a 23 °C e si verifica ad agosto. La stagione secca va da luglio a ottobre, durante la quale si hanno solo rovesci occasionali. La stagione delle piogge va da novembre a giugno e le frequenti precipitazioni tipiche delle aree sottoposte ai monsoni avvengono in momenti casuali della giornata. I cicloni tropicali si verificano anche nella stagione delle piogge, portando con sé venti molto forti, piogge e mare mosso.
| Dati climatici rilevati all'aeroporto dell'isola di Natale | Mesi  | Mesi  | Mesi  | Mesi  | Mesi  | Mesi  | Mesi | Mesi | Mesi | Mesi | Mesi  | Mesi  | Stagioni | Stagioni | Stagioni | Stagioni | Anno    |
| Dati climatici rilevati all'aeroporto dell'isola di Natale | Gen   | Feb   | Mar   | Apr   | Mag   | Giu   | Lug  | Ago  | Set  | Ott  | Nov   | Dic   | Est      | Aut      | Inv      | Pri      | Anno    |
| ---------------------------------------------------------- | ----- | ----- | ----- | ----- | ----- | ----- | ---- | ---- | ---- | ---- | ----- | ----- | -------- | -------- | -------- | -------- | ------- |
| T. max. media (°C)                                         | 28    | 28    | 28,3  | 28,3  | 27,8  | 27,1  | 26,3 | 26,1 | 26,3 | 26,9 | 27,3  | 27,8  | 27,9     | 28,1     | 26,5     | 26,8     | 27,4    |
| T. min. media (°C)                                         | 22,7  | 22,7  | 23,1  | 23,5  | 23,8  | 23,3  | 22,6 | 22,2 | 22,3 | 22,7 | 22,9  | 22,6  | 22,7     | 23,5     | 22,7     | 22,6     | 22,9    |
| T. max. assoluta (°C)                                      | 30,7  | 31,5  | 31,5  | 31,4  | 30,5  | 29,8  | 29,3 | 29,5 | 30,9 | 31,4 | 31,8  | 31,2  | 31,5     | 31,5     | 29,8     | 31,8     | 31,8    |
| T. min. assoluta (°C)                                      | 18,8  | 18,4  | 18,6  | 18,3  | 19,3  | 14,1  | 16,2 | 17,7 | 16,7 | 18,2 | 18,0  | 18,0  | 18,0     | 18,3     | 14,1     | 16,7     | 14,1    |
| Precipitazioni (mm)                                        | 297,2 | 344,5 | 302,7 | 227,5 | 186,7 | 172,3 | 99,7 | 42,3 | 57,4 | 78,5 | 156,8 | 222,1 | 863,8    | 716,9    | 314,3    | 292,7    | 2 187,7 |

## Demografia

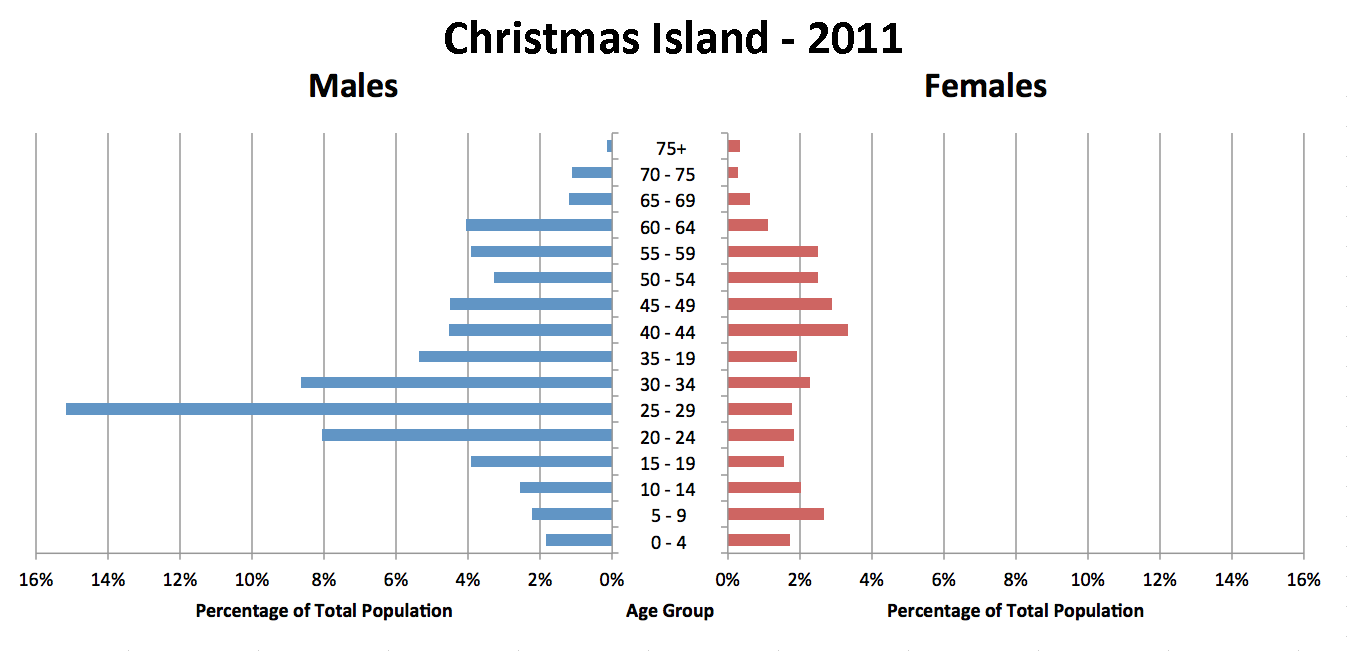
La piramide della popolazione dell'isola di Natale, da un censimento del 2011, che mostra una grande percentuale di maschi rispetto alle femmine

Come emerge dal censimento australiano del 2016, la popolazione dell'isola di Natale si attesta a 1.843 cittadini. Il 21,2% della popolazione aveva discendenza cinese (rispetto al 18,3% nel 2001), il 12,7% era affiliato ad australiani (11,7% nel 2001), il 12% presentava legami con la Malesia (9,3% nel 2001), il 10% aveva discendenza inglese (8,9% nel 2001) e il 2,3% della popolazione era di origine irlandese (la medesima quota del 2001). Il 48,1% ha invece origini indeterminate. Per quanto riguarda gli aspetti linguistici, il 27,8% della popolazione si esprime in inglese nella vita di tutti i giorni, mentre il 17,2% in cinese mandarino, la stessa identica percentuale il malese, il 3,7% cantonese, l'1,5% il min nan e l'1% il tagalog. Inoltre, ci sono piccole comunità locali composte da indiani malesi ed eurasiatici.
Il censimento australiano del 2016 riporta che la popolazione dell'isola di Natale è composta per il 38,7% da donne e per il 61,3% da uomini, mentre nel 2011 le cifre si attestavano al 29,3% di donne e al 70,7% di uomini. Per effettuare un paragone, i dati del 2016 per l'intera Australia faceva registrare il 50,7% degli abitanti di sesso femminile e il 49,3% di sesso maschile. Dal 1998 è entrato in vigore un provvedimento che impone alle future mamme di recarsi nell'Australia continentale circa un mese prima della data prevista per il parto.

## Governo
L'isola di Natale è oggi un territorio esterno non autonomo dell'Australia, a partire da febbraio 2020, amministrato dal Dipartimento delle infrastrutture, del trasporto, dello sviluppo regionale e delle comunicazioni (dal 29 novembre 2007 al 14 settembre 2010, l'amministrazione è stata effettuata dal dipartimento del procuratore generale, e prima ancora dal dipartimento dei trasporti e dei servizi regionali).
Il sistema giurisdizionale è sottoposto all'autorità del Governatore generale dell'Australia e della legge australiana. Un amministratore nominato dal governatore generale rappresenta il monarca e l'Australia e vive sull'isola. Il territorio non rientra nella giurisdizione formale dello stato, ma il governo dell'Australia Occidentale fornisce molti servizi come stabilito dal Christmas Island Act.
Il governo australiano fornisce servizi tramite l'Amministrazione dell'isola di Natale e il Dipartimento per le infrastrutture e lo sviluppo regionale. Ai sensi del Christmas Island Act 1958 del governo federale, le leggi dell'Australia occidentale vengono applicate all'isola di Natale; la mancata o parziale applicazione di tali leggi è a discrezione del governo federale. L'atto conferisce anche ai tribunali dell'Australia occidentale potere giudiziario, sebbene il luogo rimane costituzionalmente distinto dall'Australia occidentale; il potere dello Stato di legiferare per il territorio è delegato dal governo federale. Il tipo di servizi tipicamente forniti da un governo statale altrove in Australia sono forniti dai dipartimenti del governo dell'Australia occidentale e da appaltatori, con i costi sostenuti dal governo federale. Una contea unicamerale con nove seggi fornisce servizi governativi locali ed è eletta con voto popolare per un mandato quadriennale. Le elezioni si tengono ogni due anni, con quattro o cinque membri che si presentano alle elezioni.

### Politica federale
I residenti dell'isola di Natale sono cittadini australiani e chi ha più di diciotto anni vota alle elezioni federali. Nonostante siano più vicini all'Australia occidentale e al governo dell'Australia occidentale che fornisce servizi come stabilito dal Christmas Island Act, i residenti dell'isola di Natale sono rappresentati nella Camera dei rappresentanti dalla Divisione di Lingiari nel Territorio del Nord e al Senato dai senatori del Territorio del Nord. Alle elezioni federali del 2019, il Partito laburista ha ricevuto la maggioranza dagli elettori dell'isola di Natale sia alla Camera dei rappresentanti che al Senato.
Nel 2020, vi erano due figure femminili dei nove seggi nel Consiglio della Contea dell'Isola del Natale. Il suo secondo presidente fu Lillian Oh, attivo dal 1993 al 1995.

### Opinioni dei residenti
I residenti trovano il sistema di amministrazione poco efficiente e le loro preoccupazioni trascurate, con l'isola gestita dai burocrati del governo federale, ma soggetta alle leggi dell'Australia occidentale, applicate dalla polizia federale. Un certo numero di isolani sostiene la necessità di un aumento dell'autogoverno, incluso il presidente della contea Gordon Thompson, che ritiene anche che la mancanza di mezzi di informazione per coprire gli affari locali abbia contribuito all'apatia politica tra i residenti.

### Bandiera

Bandiera dell'isola di Natale

All'inizio del 1986, l'Assemblea locale tenne un concorso di progettazione per realizzare una bandiera dell'isola; il disegno vincitore è stato adottato come bandiera informale del territorio per oltre un decennio, e nel 2002 è stata nominata bandiera ufficiale dell'isola di Natale.

## Economia
L'estrazione di fosfati era stata l'unica attività economica significativa, ma nel dicembre 1987 il governo australiano chiuse la miniera. Nel 1991 questa è stata riaperta da un consorzio che comprendeva come azionisti molti ex minatori. Con il sostegno del governo, il casinò e resort dell'isola di Natale da 34 milioni di dollari è stato aperto nel 1993 ma poi chiuso nel 1998. A partire dal 2011, il resort ha riaperto senza il casinò.
Il governo australiano nel 2001 ha accettato di sostenere la creazione di uno spazioporto commerciale sull'isola; tuttavia, questo non è stato ancora costruito e sembra che non procederà. Il governo Howard ha costruito un centro di detenzione temporanea per immigrati sull'isola nel 2001 e ha pianificato di sostituirlo con una struttura più grande e moderna a North West Point fino alla sconfitta di Howard nelle elezioni del 2007.

## Cultura

### Composizione etnica
Storicamente, la maggior parte degli isolani era di origine cinese, malese e indiana, trattandosi dei primi coloni stabili. Oggi, la maggior parte dei residenti è cinese, con un numero significativo di australiani europei e malesi, nonché piccole comunità indiane ed eurasiatiche. Le lingue principali dell'isola di Natale sono l'inglese e il cinese. Dall'inizio del XXI secolo e fino ai giorni nostri, gli europei si sono limitati principalmente agli insediamenti, dove c'è un piccolo supermercato e diversi ristoranti; i malesi vivono nel Flying Fish Cove, noto anche come Kampong, i cinesi risiedono a Poon San (espressione in mandarino che sta per "in mezzo alla collina").

### Religione
| Religione         | 2011  | 2016  |
| ----------------- | ----- | ----- |
| Islam             | 14.8% | 19.4% |
| Buddhismo         | 16.8% | 18.1% |
| Cattolicesimo     | 10.8% | 8.9%  |
| Nessuna religione | 9.2%  | 15.2% |
| Non specificato   | 48.4% | 38.4% |

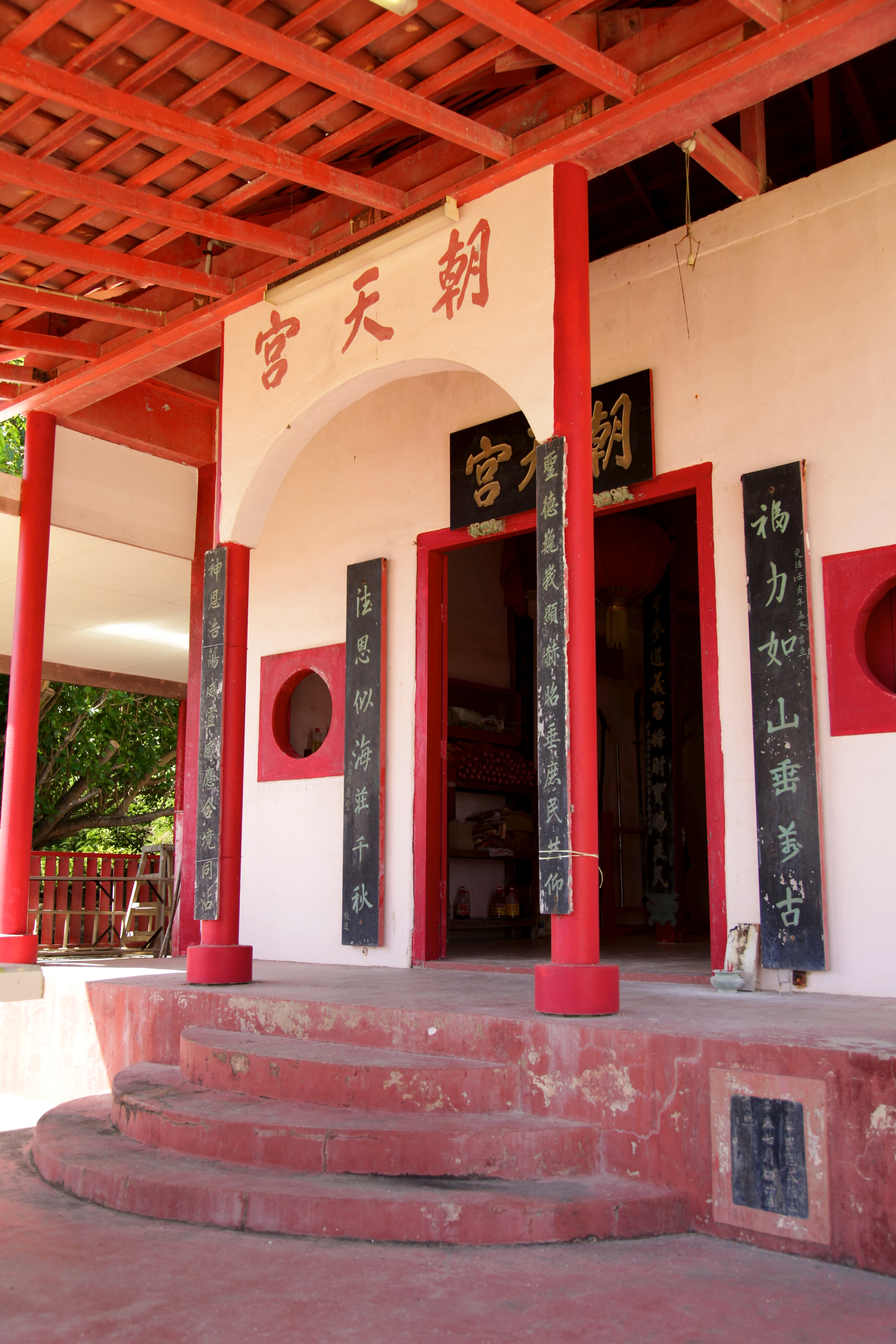
Tempio taoista

Le fedi professate sono diverse e includono buddismo, taoismo, cristianesimo, islam e confucianesimo. Esiste una moschea, una chiesa cristiana, un centro bahá'í e una ventina di templi e santuari cinesi, che includono sette templi buddisti (come il monastero di Guan Yin (观音 寺) a Gaze Road), dieci templi taoisti (come Soon Tian Kong [顺 天宫] a South Point e il tempio di Guan Di) e santuari dedicati a Na Tuk Kong o Datuk Keramat sull'isola. Si celebrano pure svariate feste religiose, quali il Capodanno cinese, il Chap Goh Meh, la festa di Qingming, l'Ullambana, l'Id al-fitr, il Natale e la Pasqua.

### Condizione femminile
La principale organizzazione locale che "promuove e sostiene" la "condizione e gli interessi" delle donne dell'isola di Natale è l'"Associazione delle donne dell'isola di Natale", fondata nel 1989 ed e inclusa nell'Associazione mondiale delle donne contadine.

## Attrazioni

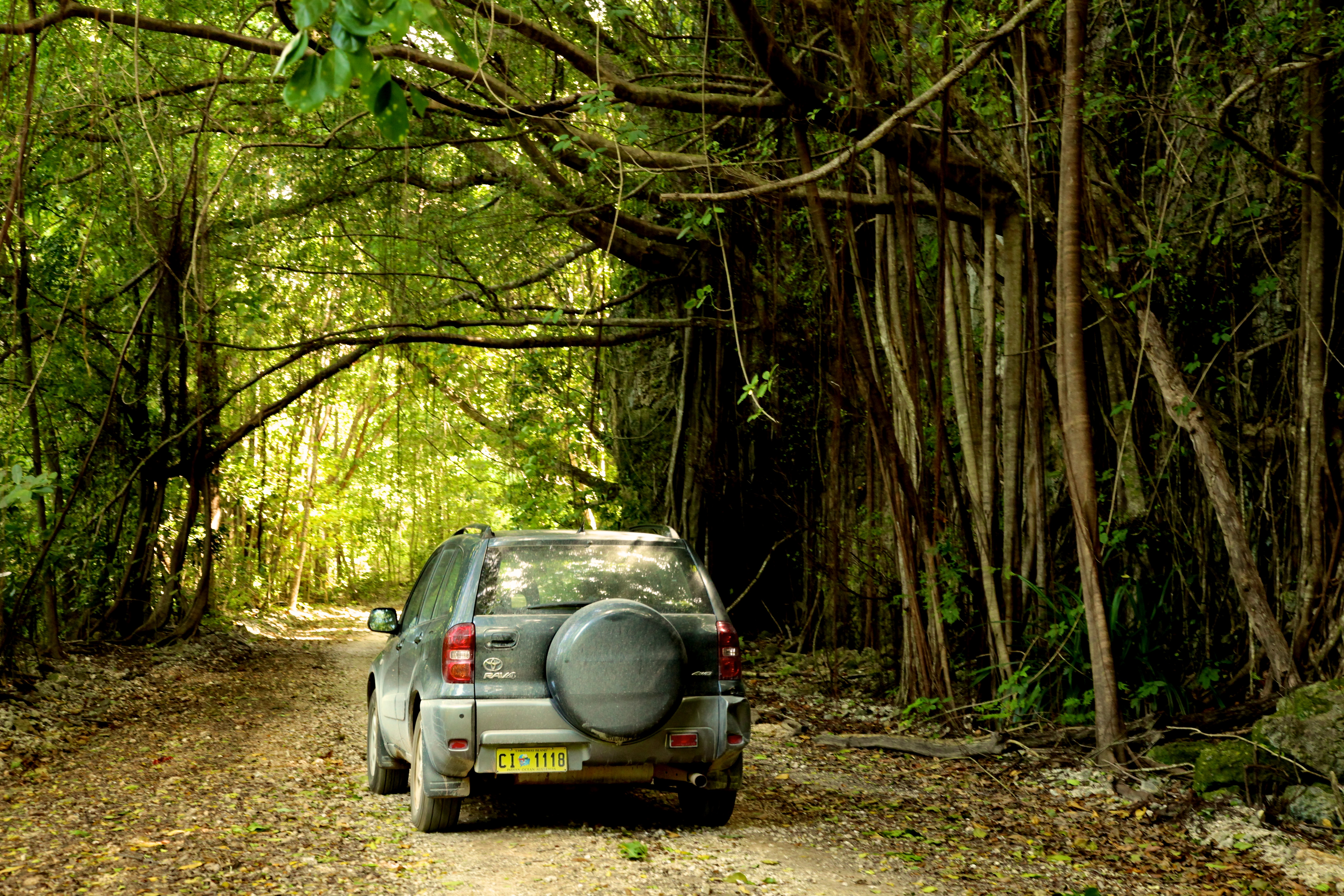
Un SUV attraversa le strade secondarie dell'isola di Natale

L'isola di Natale è ben nota per la sua diversità biologica: molte sono le specie rare di animali e vegetali presenti e l'ambientazione rende ideali le passeggiate nella natura, tanto che si possono percorrere specifici percorsi di trekking. Oltre alla biodiversità, esistono numerose grotte, che si differenziano a seconda della loro posizione precisa in termini di composizione geologica (ad esempio basalto, calcarea, ecc.). La maggior parte di esse si trovano vicino all'oceano, responsabile tra l'altro della loro creazione. Complessivamente, si contano circa 30 anfratti, di cui i più famosi sono Lost Lake, Daniel Roux e Full Frontal. Le varie sorgenti d'acqua dolce includono Hosnies Spring Ramsar, circondato da fitte mangrovie.
The Dales è una foresta pluviale localizzata nella parte occidentale e composta da sette valli profonde, tutte formate da ruscelli stagionali. La cascata di Hugh's Dale fa parte di questa zona ed è un'attrazione popolare. L'annuale migrazione riproduttiva dei granchi rossi attira inoltre spesso i turisti in visita.
La pesca è un'altra attività comune, considerando il numero impressionante di specie ittiche presenti vicino e lontano la costa. Lo snorkeling e il nuoto nell'oceano sono altre due attività estremamente praticate. Il 63% dell'isola è protetta come parco nazionale, circostanza che la rende particolarmente appetita agli appassionati di mete esotiche e ambienti incontaminati.

## Flora e fauna

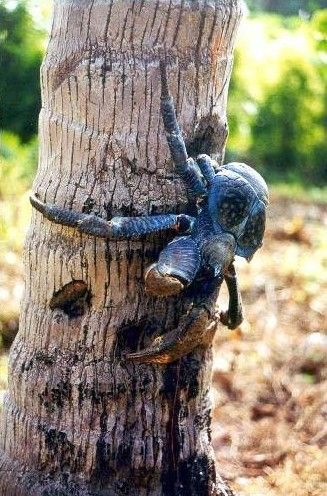
Granchio del cocco

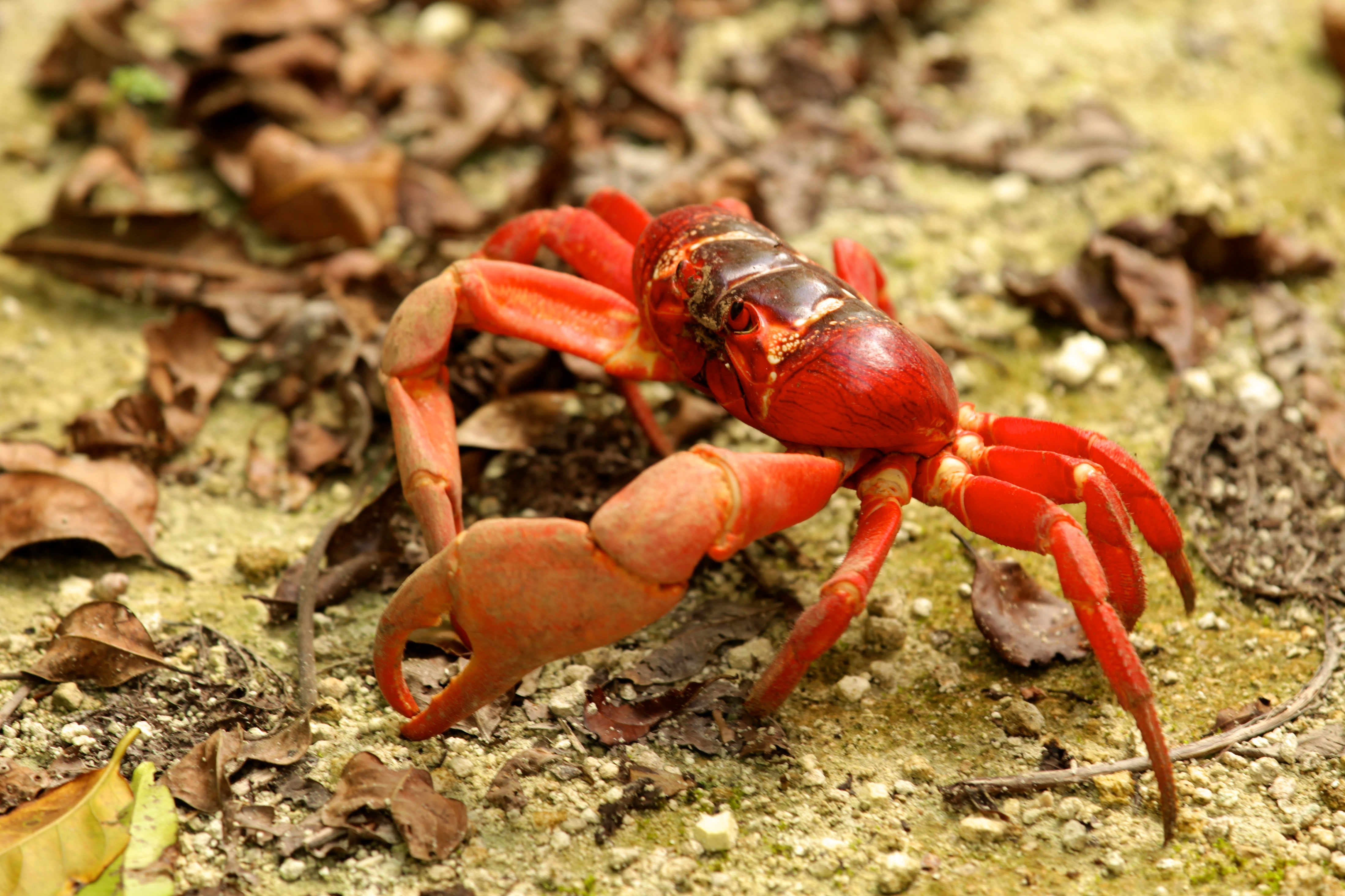
Granchio rosso

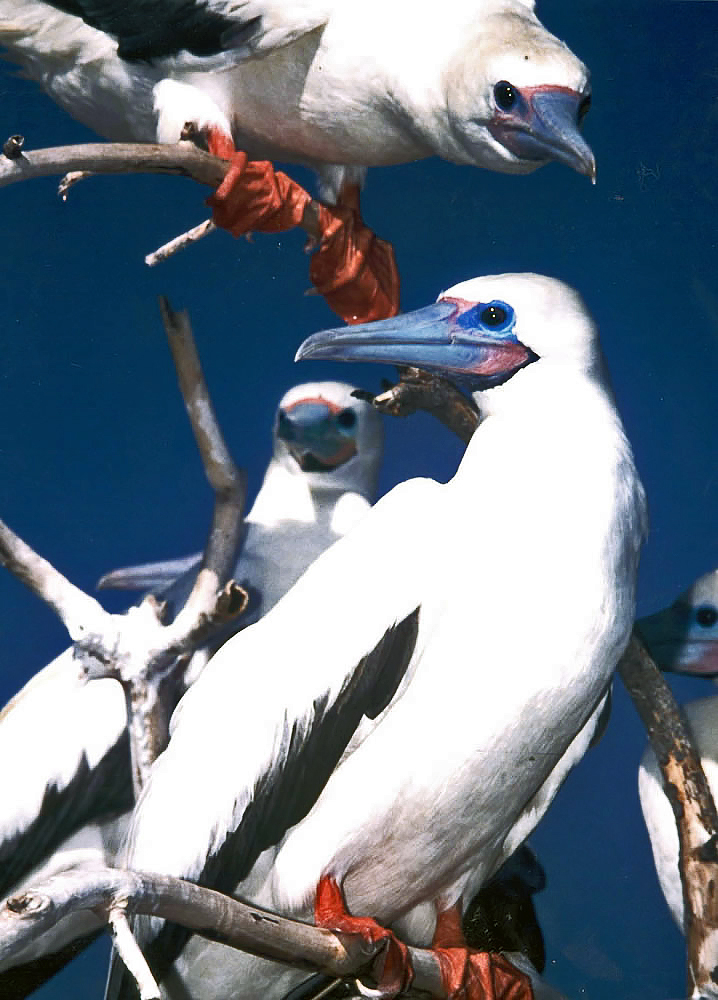
Sula piedirossi

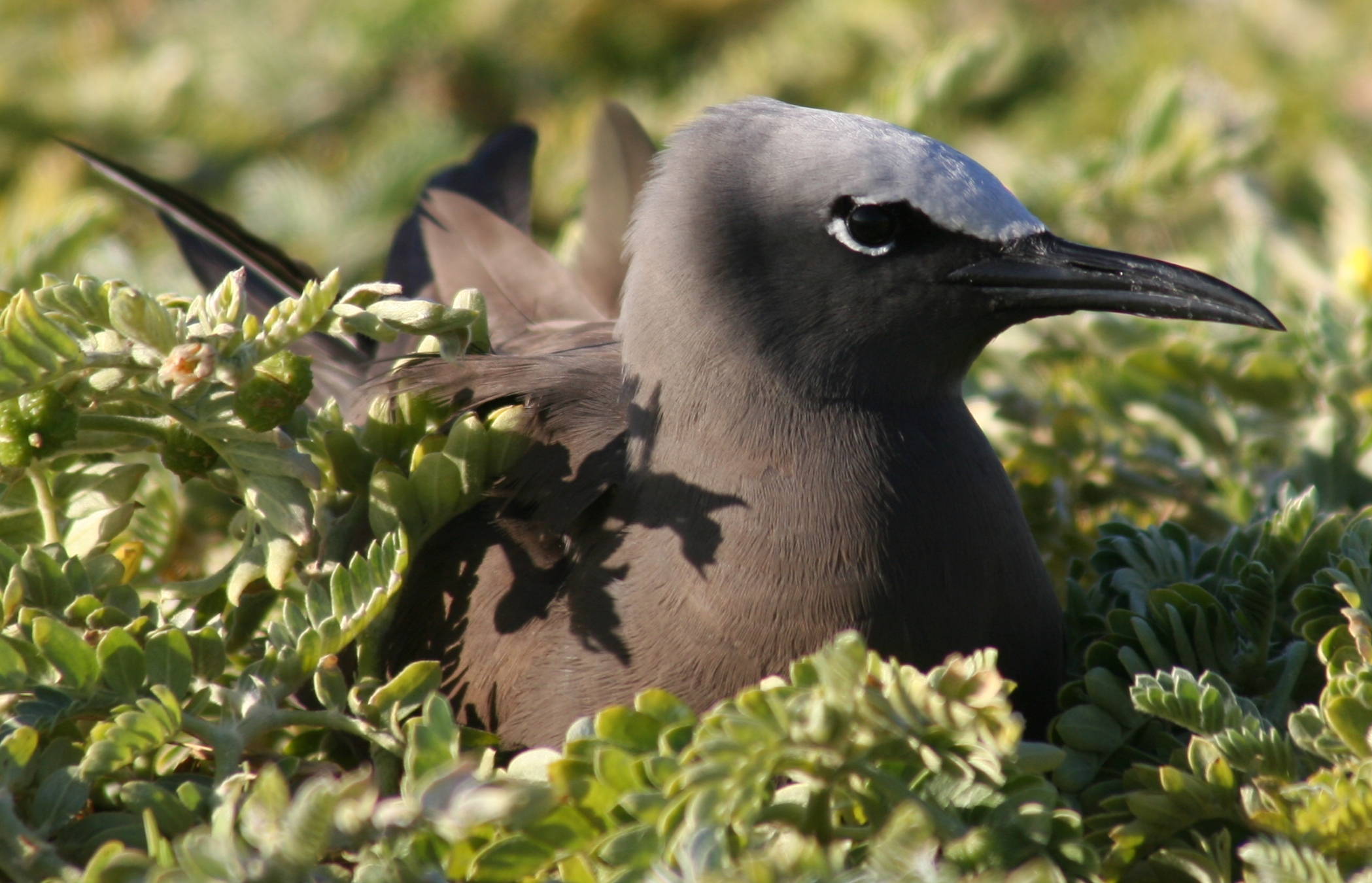
Sterna stolida bruna

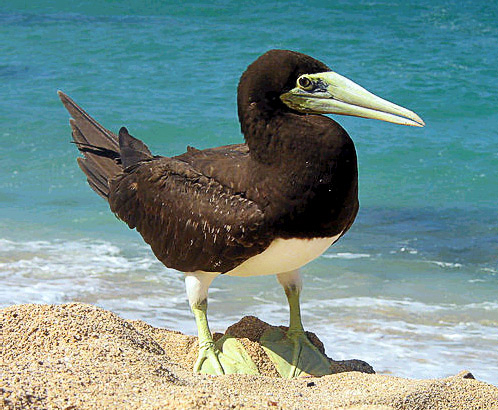
Sula fosca

L'isola di Natale era disabitata fino alla fine del XIX secolo, cosa che ha consentito a molte specie di evolversi lontano dall'impatto antropico. Il parco nazionale locale è gestito dal Dipartimento dell'Ambiente e del Patrimonio Australiano attraverso l'ente Parks Australia. L'isola di Natale ospita specie uniche, sia vegetali che animali, alcune delle quali sono a rischio e si cerca di evitare che finiscano come quelle purtroppo oggi estinte.

### Flora
La fitta foresta pluviale è cresciuta nei suoli profondi dell'altopiano e sulle pendici. Le specie di alberi più comuni sono 25 e spesso, ai loro piedi, si rinvengono varietà di felci, orchidee e piante rampicanti. Tra le 135 specie di piante complessive sinora studiate se ne rintracciano 18 esclusive del posto, che prosperano grazie all'alta piovosità. La foresta pluviale versa in ottime condizioni, nonostante le attività minerarie dell'ultimo secolo: le sezioni danneggiate sono tuttora parte di un progetto di riabilitazione in corso.
Tra le piante endemiche figurano gli alberi Arenga listeri, Pandanus elatus e Dendrocnide peltata var. murrayana; gli arbusti Abutilon listeri, Colubrina pedunculata, Grewia insularis e Pandanus christmatensis; le rampicanti Hoya aldrichii e Zehneria alba; le specie erbacee Asystasia alba, Dicliptera maclearii e Peperomia rossii; l'erba a basso fusto Ischaemum nativitatis; la falce Asplenium listeri; le orchidee Brachypeza archytas, Flickingeria nativitatis, Phreatia listeri e Zeuxine exilis.

### Fauna
Due specie di roditori autoctoni, il ratto di Maclear (Rattus macleari) e il ratto bulldog (Rattus nativitatis), si sono estinte da quando l'isola è stata colonizzata, mentre è stato introdotto il sambar dalla criniera (Rusa timorensis). L'endemico sorice muschiato dell'isola di Natale (Crocidura trichura) non è stato più avvistato dalla metà degli anni '80 e potrebbe essersi estinto, mentre si presume con grande verosimiglianza che anche il pipistrello dell'isola di Natale (Pipistrellus tenuis murrayi) sia scomparso definitivamente.
La variante di volpe volante dalle orecchie nere dell'isola di Natale (Pteropus natalis) non si ritrova in nessun altro luogo al mondo e il suo nome scientifico si ispira chiaramente all'isola. Si tratta forse di uno dei pochi - se non l'unico - mammiferi nativi ancora sopravvissuti in loco, nonché di un importante impollinatore e disperditore di semi della foresta pluviale; ad ogni modo, la popolazione è in declino e sotto costante pressione a causa della bonifica dei terreni e dell'introduzione di specie infestanti. Il basso tasso di riproduzione della volpe volante (un cucciolo all'anno) e l'alto tasso di mortalità infantile la rendono particolarmente vulnerabile e lo stato di conservazione è in pericolo critico. Le volpi volanti sono una specie "ombrello" che aiuta le foreste a rigenerarsi e altre specie a sopravvivere in ambienti fragili.
I granchi terrestri e gli uccelli marini sono i primi esemplari in cui un turista o un osservatore esterno può incappare. L'isola di Natale è stata identificata da BirdLife International sia come un'area ornitologica endemica sia come IBA (Important Bird and Biodiversity Area) perché ospita cinque specie endemiche e altre cinque sottospecie, nonché oltre l'1% della popolazione mondiale di altri cinque uccelli marini.
Sono state raccolte informazioni su venti esemplari differenti di granchi terrestri e intertidali, di cui tredici appaiono nella prima categoria, in quanto dipendenti dall'oceano solo per lo sviluppo larvale. Anche il granchio rapinatore, meglio noto come granchio del cocco (Birgus latro), il più grande artropode del globo, è ivi presente in gran numero. La migrazione annuale di massa del granchio rosso (Gecarcoidea natalis, circa 100 milioni di esemplari) verso il mare per deporre le uova è ritenuta una delle meraviglie del mondo naturale. Tale evento si verifica ogni anno intorno a novembre, dopo l'inizio della stagione delle piogge e in sincrono con il ciclo lunare: una volta in mare, le madri rilasciano gli embrioni, che vi possono sopravvivere e crescere fino a quando non sono in grado di vivere sulla terraferma.
L'isola è un punto d'interesse per svariati uccelli marini, in quanto otto specie o sottospecie vi nidificano. La più facile da osservare è la sula piedirossi (Sula sula), che nidifica in colonie, sfruttando gli alberi cresciuti su molte aree costiere. L'onnipresente sula fosca (Sula leucogaster) realizza il suo nido sul terreno, vicino ai bordi della scogliera o comunque nei pressi di formazioni rocciose che non vengano scavalcate dalle onde. La sula di Abbott (Papasula abbotti), ritenuta in pericolo, nidifica sugli alti fusti degli alberi della foresta pluviale dell'altopiano occidentale, settentrionale e meridionale, trattandosi dell'unico habitat di nidificazione rimasto per questo uccello nel mondo.
Un altro uccello in via di estinzione ed endemico, la fregata di Andrews (Fregata andrewsi), ha aree di nidificazione sui pendii della costa nord-orientale. La più diffusa fregata maggiore (Fregata minor) tende a riprodursi nelle foresta semi-decidua nei pressi della costa, concentrandosi soprattutto a nord ovest e sud. La sterna stolida bruna (Anous stolidus) e due specie di fetonti, che presentano un piumaggio brillante di colore oro o argento e una coda bianca e nera, sono anch'esse presenti sull'isola.
Dei dieci uccelli terrestri nativi e uccelli costieri, sette sono specie o sottospecie endemiche: si pensi ad esempio al tordo dell'isola di Natale (Turdus poliocephalus erythropleurus) e al piccione imperiale di Christmas (Ducula whartoni). Si ha notizia di 86 specie di uccelli migratori che si recano più o meno saltuariamente sull'isola.
Si conoscono sei specie di farfalle endemiche: Papilio memnon, Appias olferna, Polyura andrewsi, Jamides bochus, Zizina otis e Eurema blanda.
Tra gli insetti spicca la formica pazza gialla (Anoplolepis gracilipes), introdotta nell'isola e da allora sottoposta a tentativi di distruzione delle supercolonie con irrorazione aerea dell'insetticida Fipronil: si tenga presente che tale specie figura tra le 100 più invasive al mondo.

## Media
L'isola di Natale ha accesso a una gamma di servizi di comunicazione moderni.
Le trasmissioni radiofoniche dall'Australia includono ABC Radio National, ABC Kimberley, Triple J e Red FM: Tutti i servizi sono forniti da collegamenti satellitari dalla terraferma. La connessione internet a banda larga è diventata disponibile per gli abbonati nelle aree urbane a metà del 2005 tramite il provider di servizi Internet locale, CIIA (ex dotCX).
A causa della sua vicinanza ai vicini settentrionali dell'Australia, il sito rientra in molte delle impronte satellitari in tutta la regione. Ciò si traduce in condizioni ideali per ricevere varie trasmissioni asiatiche, che i locali a volte preferiscono a quelle provenienti dall'Australia occidentale. Inoltre, le condizioni ionosferiche favoriscono le trasmissioni radio terrestri, da HF a VHF e talvolta in UHF. L'isola ospita una piccola serie di apparecchiature radio che coprono una buona parte dello spettro utilizzabile. Una varietà di sistemi di antenna di proprietà e gestiti dal governo sono impiegati sull'isola per trarne vantaggio.

### Televisione
Le stazioni televisive digitali in chiaro dall'Australia vengono trasmesse nello stesso fuso orario di Perth e vengono trasmesse da tre località separate:
| Emittente | Drumsite | Phosphate Hill | Rocky Point |
| --------- | -------- | -------------- | ----------- |
| ABC       | ABC 6    | ABC 34         | ABC 40      |
| SBS       | SBS 7    | SBS 35         | SBS 41      |
| WAW       | WAW 8    | WAW 36         | WAW 42      |
| WOW       | WOW 10   | WOW 36         | WOW 43      |
| WDW       | WDW 11   | WDW 38         | WDW 44      |

La televisione via cavo dall'Australia, dalla Malesia, da Singapore e dagli Stati Uniti è disponibile dal gennaio 2013.

### Telecomunicazioni
I servizi telefonici sono forniti da Telstra e rientrano in quella sezione della rete australiana che ha lo stesso prefisso dell'Australia occidentale, dell'Australia meridionale e del Territorio del Nord (08). Un sistema di telefonia mobile GSM sulla banda 900 MHz ha rimpiazzato la vecchia rete analogica nel febbraio 2005.

### Quotidiani
La Contea dell'isola di Natale pubblica un bollettino quindicinale, il The Islander. Non esistono giornali indipendenti.

### Francobolli

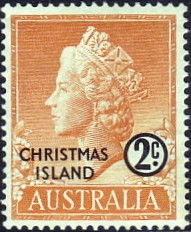
Francobollo con ritratto della regina Elisabetta II, 1958

Un'agenzia postale fu aperta sull'isola nel 1901 per la vendita di francobolli utilizzabili negli Stabilimenti dello Stretto.
Dopo l'occupazione giapponese (1942-1945), i francobolli dell'amministrazione militare in Malesia britannica erano in uso, poi i francobolli di Singapore.
Nel 1958, l'isola ricevette dei propri francobolli dopo essere stata posta sotto la custodia australiana. Essa godeva di una grande indipendenza filatelica e postale, gestita prima dalla Commissione del fosfato (1958–1969) e poi dall'amministrazione locale (1969–1993). Ciò terminò il 2 marzo 1993, quando l'Australia Post divenne l'operatore postale dell'isola; i francobolli dell'Isola di Natale possono essere impiegati in Australia e viceversa.

## Trasporto
Esiste un porto per container a Flying Fish Cove con un punto alternativo di scarico non completato a est dell'isola a Norris Point, destinato all'uso durante la "stagione delle onde", ovvero da dicembre a marzo, con mare mosso.
La ferrovia a scartamento normale di 18 km, realizzata dalla Phosphate Co.'s Railway da Flying Fish Cove alla miniera di fosfati, fu costruita nel 1914 e chiusa nel dicembre 1987, quando il governo australiano impedì l'accesso alla miniera: da allora, su è cercato di eseguire dei lavori di manutenzione, lasciando solo punti sterrati nei punti maggiormente malmessi.
La Virgin Australia Regional Airlines offre due voli settimanali per l'aeroporto dell'isola di Natale da Perth, mentre Garuda Indonesia effettua voli settimanali open charter da e per Giacarta, con prenotazioni effettuate tramite il servizio viaggi dell'isola di Natale. Malindo Air mette a disposizione infine traversate aree quindicinali open-charter da e per Kuala Lumpur con prenotazioni effettuate tramite il servizio aereo Evercrown.
Dall'aeroporto sono disponibili auto a noleggio, tuttavia non gestite da società in franchising. Anche il servizio taxi CI opera quasi tutti i giorni. A causa della mancanza di 3G o 4G, l'unico operatore di taxi dell'isola non è stato in grado di soddisfare il requisito emesso dal Dipartimento dei trasporti del WA di installare contatori elettronici e l'operatore è stato costretto a chiudere alla fine di giugno 2019.
La rete stradale copre la maggior parte dell'isola ed è generalmente di buona qualità, sebbene siano necessari veicoli a quattro ruote motrici per raggiungere alcune delle aree più remote della foresta pluviale o le spiagge più isolate, accessibili solo percorrendo strade sterrate accidentate.

## Formazione scolastica
L'asilo nido gestito dall'isola si trova nel Centro Ricreativo. La scuola superiore del distretto dell'isola di Natale, che si rivolge agli studenti dei gradi P-12 (ovvero gli anni delle elementari fino alla prima media), è gestita dal Dipartimento per l'istruzione dell'Australia occidentale. Non esistono università sull'Isola di Natale.
L'isola ha una biblioteca pubblica.

## Sport
Il cricket e il rugby league sono i due principali sport praticati.
Il Christmas Island Cricket Club è stato fondato nel 1959, ma è adesso noto come Christmas Island Cricket and Sporting Club. Nel 2019, questo ha celebrato il suo 60º anniversario ed è entrato nella sua prima squadra rappresentativa nella WACA Country Week nel 2020, dove si è classificato secondo nella divisione F.
Anche la passione per il rugby a 13 si sta sviluppando sull'isola: la prima partita del campionato di recente inaugurazione si è giocata nel 2016, e un comitato locale, con il supporto della NRL dell'Australia Occidentale, si è dichiarato disposto a organizzare partite con le vicine isole Cocos per creare una competizione di rugby nell'area dell'Oceano Indiano.
L'isola vanta pure una selezione calcistica, sotto l'egida della Christmas Island Soccer Association, fondata nel 1989, che non appartiene alla FIFA né alla OFC, quindi non ha diritto di partecipare ai Mondiali di calcio. I colori sono il giallo ed il verde, lo stadio principalmente usato per le partite in casa è l'High School Soccer Field.
La selezione partecipa nello specifico all'Inter Island Cup insieme alle isole Cocos. Il torneo è stato disputato dal 1994 al 2005. Ha anche disputato un'amichevole contro l'Australia perdendo per 17-0.

### Esplicative
1. ↑  L'inglese non ha un riconoscimento de iure, così come tutta l'Australia del resto, e non può pertanto essere considerato a tutti gli effetti una lingua ufficiale. Tuttavia, de facto, è l'idioma adoperato da gran parte degli abitanti e negli atti amministrativi.
2. ↑  Una delle due, il fetonte codabianca (Phaethon lepturus), è presente sulla bandiera dell'Isola di Natale.

### Bibliografiche
1. 1 2 3 4 5 6 7 8 9  (EN) Dipartimento delle infrastrutture e dello sviluppo regionale, Censimento del 2016 (PDF), su regional.gov.au. URL consultato il 7 aprile 2021.
2. 1 2  (EN) Peter Neville-Hadley, Christmas Island – the next big thing in travel? Home to Chinese, Indians and Malays, it's a fascinating mix of cultures, su scmp.com, 14 dicembre 2017. URL consultato il 7 aprile 2021.
3. ↑  (EN) The Christmas Island Story (PDF), in AUFP Platypus, vol. 36, 1980,  pp. 12-13. URL consultato il 7 aprile 2021.
4. ↑  (EN) Australian Bureau of Statistics, Religious Affiliation (RELP), su Census of Population and Housing: Understanding the Census and Census Data, Australia, 2016, 7 novembre 2017. URL consultato il 7 aprile 2021.
5. 1 2   Lorenzo Bortolin, Natale è...: Usi tradizioni storia leggende e curiosità, Effatà Editrice, 2014,  p. 40, ISBN 978-88-74-02606-7.
6. ↑  (EN) Save Christmas Island – Introduction, su The Wilderness Society, 19 settembre 2002. URL consultato il 7 aprile 2021 (archiviato dall'url originale il 9 giugno 2007).
7. 1 2   Nam H Nguyen, World Factbook 2018 In italiano: The Evolution of The World Factbook 2018 In Italian, NHN, 2018,  p. 596.
8. ↑   Singapore, su treccani.it. URL consultato il 7 aprile 2021.
9. 1 2 3   Territorio dell'isola di Natale, su globalgeografia.com. URL consultato il 7 aprile 2021.
10. ↑   Singapore Gov: Rnvjient Press Statement (PDF), su National Archives Singapore, 19 giugno 1957. URL consultato il 7 aprile 2021.
11. ↑  (EN) David J. James e Ian A.W. Mcallan, The birds of Christmas Island, Indian Ocean: A review, in Australian Field Ornithology, agosto 2014,  p. 175.
12. ↑  (EN) Thomas Suarez, Early Mapping of Southeast Asia: The Epic Story of Seafarers, Adventurers, and Cartographers Who First Mapped the Regions Between China and India, Tuttle Publishing, 2012,  p. 458, ISBN 978-14-62-90696-3.
13. ↑   Mappa cartografica di Pieter Goos delle Indie Orientali, su nla.gov.au. URL consultato il 7 aprile 2021 (archiviato dall'url originale il 5 agosto 2012).
14. 1 2 3 4   Hugh Chisholm, Christmas Island, su Encyclopædia Britannica, vol. 6, 11ª ed., Cambridge University Press, 1911,  pp. 294-295.
15. ↑  (EN) Gerard Carney, The constitutional systems of the Australian states and territories, Cambridge University Press, 2006,  p. 477, ISBN 0-521-86305-8.
«Il luogo disabitato fu chiamata isola di Natale, 1643, dal capitano William Mynors durante il suo passaggio, che lasciò a William Dampier l'onore di sbarcare per primo a terra nel 1688»
16. ↑   William Dampier, Memorie di un bucaniere. Il nuovo viaggio intorno al mondo, Ugo Mursia Editore, 2010,  p. 199, ISBN 978-88-42-54497-5.
17. ↑  (EN) Where Is Christmas Island?, su hamiltonstampclub.com. URL consultato il 7 aprile 2021 (archiviato dall'url originale il 20 agosto 2016).
18. ↑   Maurizio Bossi e Claudio Greppi, Viaggi e scienza: le istruzioni scientifiche per i viaggiatori nei secoli XVII-XIX, L.S. Olschki, 2005,  p. 219, ISBN 978-88-22-25445-0.
19. ↑  (EN) Christmas Island History, su christmas.net.au. URL consultato il 7 aprile 2021 (archiviato dall'url originale l'8 dicembre 2014).
20. 1 2  (EN) Joanne Maher, The Europa World Year Book 2002, 43ª ed., Taylor & Francis Group, 2002,  p. 564, ISBN 978-18-57-43128-5.
21. 1 2  (EN) Charles W. Andrews, A Monograph of Christmas Island, II, Londra, British Museum, 1900. URL consultato il 7 aprile 2021.
22. ↑   William Walsh, A Handy Book of Curious Information, Londra, Lippincott, 1913,  p. 447.
23. ↑  (EN) James Jupp, The Australian People: An Encyclopedia of the Nation, Its People and Their Origins, Cambridge University Press, 2001,  p. 225, ISBN 978-05-21-80789-0.
24. ↑  (EN) Hanoch Gutfreund e Jürgen Renn, The Formative Years of Relativity: The History and Meaning of Einstein's Princeton Lectures, Princeton University Press, 2017,  p. 57, ISBN 978-06-91-17463-1.
25. ↑  (EN) Paul S. Dull, A Battle History of the Imperial Japanese Navy, 1941- 1945, Naval Institute Press, 2013,  p. 103, ISBN 978-16-12-51290-7.
26. 1 2 3 4 5 6 7  (EN) L. Klemen, The Mystery of Christmas Island, March 1942, su Forgotten Campaign: The Dutch East Indies Campaign 1941–1942, 1999–2000. URL consultato il 7 aprile 2021 (archiviato dall'url originale il 21 gennaio 2016).
27. ↑  (EN) L. Klemen, Allied Merchant Ship Losses in the Pacific and Southeast Asia, su Forgotten Campaign: The Dutch East Indies Campaign 1941–1942, 1999–2000. URL consultato il 7 aprile 2021 (archiviato dall'url originale il 14 maggio 2012).
28. ↑  (EN) Robert J. Cressman, Chapter IV: 1942, su Hyperwar, The Official Chronology of the U.S. Navy in World War II.
29. ↑  (EN) Dipartimento dei servizi amministrativi, Territory of Christmas Island, Australian Government Publishing Service, 1972,  p. 3.
30. ↑  (EN) Christmas Island History, su christmas.net.au. URL consultato il 7 aprile 2021.
31. ↑   All set for transfer, su The Straits Times, 16 maggio 1958,  p. 2.
32. ↑  (EN) Andrea Benvenuti, Australia, the 'Marshall experiment' and the decolonisation of Singapore, 1955-56, in Journal of Southeast Asian Studies, vol. 43, n. 2, Cambridge University Press, giugno 2012,  pp. 257-279.
33. ↑   A. Kerr, A federation in these seas: An account of the acquisition by Australia of its external territories, with selected documents, su eservice.nlb.gov.sg, Attorney General's Dept. (A.C.T. Barton), 2009,  p. 329. URL consultato il 7 aprile 2021.
34. ↑  (EN) Mr. D.E. Nickels and Mrs. Nickels interviewed by Jan Adams in the Christmas Island life story oral history project", su National Library of Australia.
35. ↑  (EN) Island Life – Christmas Island – About, su abc.net.au. URL consultato il 7 aprile 2021 (archiviato dall'url originale l'8 febbraio 2002).
36. ↑  (EN) volume 23, Frontline, 13-18, S. Rangarajan for Kasturi & Sons, 2006,  p. 55.
37. ↑  (EN) Connie Fowler, Karsten Klepsuik, John Howard, and the Tampa Crisis: Good Luck or Good Management?, su Nordic Notes, Università di Flinders, 2003, ISSN 1442-5165 (WC · ACNP). URL consultato il 7 marzo 2021 (archiviato dall'url originale il 25 aprile 2012).
38. ↑  (EN) Dipartimento per l'immigrazione e gli affari multiculturali, Update Report: The Christmas Island Immigration Detention Centre Project (PDF), luglio 2008,  p. 17.
39. ↑  (EN) Detention on Christmas Island, su Amnesty International, 10 marzo 2009. URL consultato il 7 aprile 2021 (archiviato dall'url originale il 17 agosto 2010).
40. 1 2  (EN) Australian Human Right Commission, Immigration detention and offshore processing on Christmas Island (PDF), 2009,  pp. 4-47.
41. ↑  (EN) Norimitsu Onishi, Australia Puts Its Refugee Problem on a Remote Island, Behind Razor Wire, su nytimes.com, 4 novembre 2009. URL consultato il 7 aprile 2021.
42. ↑  (EN) Leaders pay tribute to asylum shipwreck victims, su ABC News, 9 febbraio 2011. URL consultato il 7 aprile 2021.
43. ↑   Una nave di profughi si schianta contro l'Isola di Natale, su il Post, 15 dicembre 2010. URL consultato il 7 aprile 2021.
44. ↑   David Hume, Offshore processing: has the bar been lifted?, su apo.org.au, 25 novembre 2010. URL consultato il 7 aprile 2021 (archiviato dall'url originale il 1º luglio 2016).
45. ↑  (EN) Australian coastguard finds 13 bodies after boat sinks off Christmas Island, su The Guardian, 9 giugno 2013. URL consultato il 7 aprile 2021.
46. ↑   Michael Koziol, After 10 years, the notorious Christmas Island detention centre has quietly closed, su The Sidney Morning Herald. URL consultato il 7 aprile 2021.
47. ↑   Henry Austin, Christmas Island: Australia to reopen controversial migrant detention camp, su The Independent, 13 febbraio 2019. URL consultato il 7 aprile 2021.
48. ↑  (EN) Tara Cassidy e Sally Rafferty, Queensland family arrive home after coronavirus quarantine on Christmas Island, su ABC News, 18 febbraio
2020. URL consultato il 7 aprile 2021.
49. ↑  (EN) Erin Handley, From Wuhan to Australia: A timeline of key events in the spread of the deadly coronavirus, su mobile.abc.net.au, 6 aprile 2020. URL consultato il 7 aprile 2021.
50. 1 2   Coronavirus, polemica in Australia: in quarantena nel "lager" per migranti sull'isola di Natale, su Il Secolo XIX, 30 gennaio 2020. URL consultato l'8 aprile 2021 (archiviato dall'url originale il 9 aprile 2022).
51. ↑   Coronavirus, in Australia quarantena per chi arriva dalla Cina sull'isola-carcere di Natale, su tgcom24.mediaset.it, 29 gennaio 2020. URL consultato il 7 aprile 2021.
52. ↑  (EN) Submission on Development Potential (PDF), su Northern Australia Land and Water Taskforce, n. 37, 16 agosto 2007. URL consultato l'8 aprile 2021 (archiviato dall'url originale il 20 maggio 2009).
53. ↑  (EN) T. Iliffe e W. Humphreys, Christmas Islands Hidden Secret, su Advanced Diver Magazine, 2016. URL consultato il 7 aprile 2021.
54. ↑  (EN) Remote Offshore Territories, su ga.gov.au. URL consultato il 7 aprile 2021.
55. ↑  (EN) Christmas Island Tourism Association, Christmas Island Beaches, su Christmas Island – A Natural Wonder. URL consultato il 7 aprile (archiviato dall'url originale il 13 gennaio 2017).
56. ↑  (EN) Bureau of Meteorology, Climate statistics for Christmas Island, su bom.gov.au. URL consultato il 7 aprile 2021.
57. ↑  (EN) Simone Dennis, Christmas Island: An Anthropological Study, Cambria Press, 2008,  p. 91, ISBN 978-16-04-97510-9.
58. ↑  (EN) Asmah Haji Omar, The Malays in Australia: Language, Culture, Religion, Dewan Bahasa Dan Pustaka, 2008,  pp. 2, 17, 65, ISBN 978-98-34-60080-8.
59. ↑  (EN) 2016 Census QuickStats: Australia, su Australian Bureau of Statistics. URL consultato il 7 aprile 2021 (archiviato dall'url originale il 13 novembre 2021).
60. ↑  (EN) Tom Joyner, Why there have been no childbirths on Christmas Island in 21 years, su ABC News, 22 gennaio 2019. URL consultato il 7 aprile 2021.
61. ↑  (EN) Dipartimento delle infrastrutture, del trasporto, dello sviluppo regionale e delle comunicazioni, Territories of Australia, su regional.gov.au. URL consultato il 7 aprile 2021.
62. ↑  (EN) Territories of Australia, su ag.gov.au. URL consultato l'8 aprile 2021 (archiviato dall'url originale il 31 gennaio 2009).
«Il governo federale, tramite il dipartimento del procuratore generale, amministra le isole Ashmore e Cartier, l'isola di Natale, le isole Cocos (Keeling), le isole del Mar dei Coralli, la baia di Jervis e l'isola di Norfolk come territori»
63. ↑  (EN) Territories of Australia, su ag.gov.au. URL consultato il 7 aprile 2021 (archiviato dall'url originale il 14 agosto 2011).
«In base all'Ordine degli accordi amministrativi emesso il 14 settembre 2010, la responsabilità per i servizi ai Territori è stata trasferita al Dipartimento dell'Australia regionale, Sviluppo regionale e Governo locale»
64. ↑  (EN) Dipartimento delle infrastrutture, del trasporto, dello sviluppo regionale e delle comunicazioni, Territories of Australia, su infrastructure.gov.au. URL consultato il 7 aprile 2021 (archiviato dall'url originale il 16 dicembre 2007).
«Nell'ambito del meccanismo dei cambiamenti di governo in seguito alle elezioni federali del 29 novembre 2007, la responsabilità amministrativa per i territori è stata trasferita al dipartimento del procuratore generale»
65. ↑  (EN) Dipartimento delle infrastrutture, del trasporto, dello sviluppo regionale e delle comunicazioni, Christmas Island, Legal framework and administration, su regional.gov.au. URL consultato il 7 aprile 2021.
66. ↑  (EN) Governo australiano, Christmas Island Act 1958, su legislation.gov.au, Federal Register of Legislation.
67. ↑  (EN) Richard Hill, National recovery plan for the Christmas Island frigatebird Fregata andrewsi, Dept of the Environment and Heritage, 2004, ISBN 0-642-55008-5, OCLC 767835680.
68. ↑   Commissione elettorale australiana, Profile of the electoral division of Lingiari (NT), su aec.gov.au. URL consultato il 7 aprile 2021.
69. ↑  (EN) Commissione elettorale australiana, Senate polling places on Christmas Island, su Remote Mobile Team 20. URL consultato il 7 aprile 2021 (archiviato dall'url originale il 19 gennaio 2018).
70. ↑  (EN) Remote Mobile Team 20 - polling place, su tallyroom.aec.gov.au, 18 maggio 2019. URL consultato il 7 aprile 2021 (archiviato dall'url originale il 24 maggio 2019).
71. ↑  (EN) Christmas Island, su CIA World Factbook. URL consultato il 7 aprile 2021.
72. ↑  (EN) Ben Cahoon, Christmas Island, su worldstatesmen.org.
73. 1 2 3  (EN) Tom Joyner, Apathy and disillusionment on Christmas Island as residents prepare for federal election, su Australian Broadcasting Corporation, 7 marzo 2019.
74. ↑   Storie di Bandiere vol. 1 A-D, Youcanprint, 2018,  p. 100, ISBN 978-88-27-83732-0.
75. ↑   Tom Cowie, With chips down, Christmas Island wants to gamble on casino revival, su The Sydney Morning Herald, 5 ottobre 2018. URL consultato il 7 aprile 2021.
76. ↑  (EN) Christmas Island Asia Pacific Launch Facility, su aerospace-technology.com. URL consultato il 7 febbraio 2021.
77. ↑  (EN) Regina Lee, Christmas Island's ethnic groups, su The Star, 2 febbraio 2013. URL consultato il 7 aprile 2021.
78. ↑  (EN) Temples and Shrines, su christmasislandheritage.com. URL consultato il 7 marzo 2021 (archiviato dall'url originale il 6 giugno 2020).
79. ↑  (EN) Jesudas M. Athyal, Religion in Southeast Asia: An Encyclopedia of Faiths and Cultures, ABC-CLIO, 2015,  p. 41, ISBN 978-16-10-69250-2.
80. ↑   Christmas Island Women's Association, su yellowpages.com.au. URL consultato il 7 aprile 2021.
81. ↑  (EN) Paul D. Meek, The History of Christmas Island and the Management of its Karst Features (PDF), in Helictite, vol. 2, n. 37,  pp. 31-36.
82. 1 2  (EN) Plants, su parksaustralia.gov.au. URL consultato il 7 aprile 2021.
83. 1 2   Australia – Luoghi incontaminati, flora e fauna endemica: questa è Christmas Island, su goaustralia.it. URL consultato il 7 aprile 2021.
84. ↑   Animali che non lo sono più, su il Post. URL consultato l'8 marzo 2021.
85. ↑  (EN) National Parks, su environment.gov.au. URL consultato l'8 aprile 2021.
86. 1 2  (EN) Laura A.Pulscher e David N.Phalen, Evidence of chronic cadmium exposure identified in the critically endangered Christmas Island flying-fox (Pteropus natalis), in Science of The Total Environment, vol. 766, 20 aprile 2021, DOI:10.1016/j.scitotenv.2020.144374.
87. 1 2 3 4 5 6  (EN) David J. James e Ian A.W. Mcallan, The birds of Christmas Island, Indian Ocean: A review, in Australian Field Ornithology, n. 31, agosto 2014,  pp. 1-8.
88. 1 2 3   Jeffrey M. Masson, 40 animali e le loro emozioni, Edizioni Sonda, 2012,  p. 122, ISBN 978-88-71-06474-1.
89. ↑  (EN) Michael F. Braby, The Complete Field Guide to Butterflies of Australia, CSIRO Publishing, 2008,  pp. 34-35, ISBN 978-0-643-09027-9.
90. ↑  (EN) Bob Beeton e Andrew Burbidge, Final report: Christmas Island Expert Working Group, su National Parks, Department of the Environment and Energy.
91. ↑  (EN) List of licensed broadcasting transmitters, su ACMA. URL consultato l'8 marzo 2021 (archiviato dall'url originale l'11 febbraio 2014).
92. ↑   Christmas Island traveller information, su Infrastructure and Regional Development.
93. ↑  (EN) The Islander, su Contea dell'isola di Natale.
94. 1 2  (EN) Richard Breckon, Christmas Island's stamps and postal history: 50 years of Australian administration, Gibbons Stamp Monthly, ottobre 2008,  pp. 81-85.
95. 1 2  (EN) Stanley Gibbons, Commonwealth Stamp Catalogue Australia, 4ª ed., 2007,  pp. 104-112.
96. ↑  (EN) Rebecca Parish, Christmas Island's sole taxi operator gets red-tape run-around over WA Government legislation, su ABC News, 10 ottobre 2019. URL consultato l'8 aprile 2021.
97. ↑  (EN) Centro Ricreativo, su shire.gov.cx. URL consultato l'8 aprile 2021 (archiviato dall'url originale il 15 settembre 2009).
98. ↑  (EN) Biblioteca pubblica, su shire.gov.cx. URL consultato l'8 aprile 2021 (archiviato dall'url originale il 15 settembre 2009).
99. ↑   Ash Hope, Christmas Time, n. 453, Rugby League World, dicembre 2018,  pp. 74-75, ISSN 1466-0105 (WC · ACNP).